# Wakendorf I
Wakendorf I es un municipio situado en el distrito de Segeberg, en el estado federado de Schleswig-Holstein (Alemania), con una población a finales de 2016 de unos 451 habitantes.
Se encuentra ubicado al sureste de Neumünster y al norte de Hamburgo, y cerca de la frontera con los estados de Meclemburgo-Pomerania Occidental y Baja Sajonia.